# 파비아노 파리시
파비아노 파리시 (Fabiano Parisi, 2000년 11월 9일 ~ )는 이탈리아의 축구 선수이며, 피오렌티나에서 레프트백으로 뛰고 있다.